# Protium connarifolium
Protium connarifolium es una especie de planta con flor en la familia Burseraceae. 
Se halla en  Malasia y Palawan de Filipinas.  

## Fuente
- World Conservation Monitoring Centre 1998.  Protium connarifolium.   2006 IUCN Red List of Threatened Species. bajado 23 de agosto de 2007